# Маршан, Жан Габриэль
Жан-Габриэль Маршан (фр. Jean Gabriel Marchand, 1765—1851) — французский военный деятель, дивизионный генерал (1805 год), граф (1808 год), пэр (1837 год), участник революционных и наполеоновских войн. Имя генерала выбито на Триумфальной арке в Париже.

## Биография

### Происхождение
Родился в семье Жака Маршана (фр. Jacques Marchand; 1731—1808), главного фермера сеньора Сен-Приста, и его супруги Катрин Клеман (фр. Catherine Clement; 1736—1800). Получил юридическое образование и был адвокатом в Гренобле.

### Служба в Итальянской армии
С началом революции Маршан 13 ноября 1791 года поступил в ряды 4-го батальона волонтёров Изера и был избран капитаном лёгкой роты. С 1792 по 1799 годы служил в Итальянской армии. Сражался в Савойе, где отличился и участвовал в осаде Тулона. 27 февраля 1794 года его батальон включён в состав 46-й боевой полубригады. 10 мая 1794 года Маршан перешёл в штаб генерала Сервони и стал помощником полковника штаба Жубера, с которым подружился. В битве при Лоано 23 ноября 1795 года он и полковник Ланн повели 200 гренадеров против вражеского редута, вооружённого шестью орудиями; укрепление было успешно взято штурмом, а оборонявшие его венгерские гренадеры были отброшены. За этот боевой подвиг генерал Шерер повысил капитана Маршана до командира батальона прямо на поле боя.
В 1796 году Маршан выполнял фукнции штабного офицера Лагарпа и в этом качестве сопровождал генерала Бонапарта во время разведки местности незадолго до битвы при Монтенотте. 16 апреля участвовал во взятии Коссарии, а затем укрепленного лагеря Чевы. Переведён в дивизию Массена. В июне во главе 300 стрелков 3-й полубригады он застал врасплох австрийский лагерь и взял 400 пленных. Отличился при Короне, где с тремя ротами устоял против 10 тысяч австрийцев. 5 июля сражался при Боккета-ди-Кампионе. Был ранен пулей в грудь 29 июля при защите Боккеты. 22 октября возглавил 3-й батальон в 4-й полубригаде лёгкой пехоты. Сражался при Бренте, Сен-Мартене и Кальдьеро. 17 ноября при Мадонна делла Корона, спасая своего бригадного командира Жубера, был взят в плен. Был обменян через 15 дней после взятия в плен и по возвращении произведён 17 декабря Бонапартом в полковники, и назначен временным командиром 17-й полубригады лёгкой пехоты под началом Жубера. 16 июня 1797 года Маршан возглавил 14-ю полубригаду линейной пехоты. 15 июля оставил пост. 29 октября стал временным командиром 11-й полубригады линейной пехоты.
Затем Маршан участвовал в оккупации Рима корпусом Сен-Сира, и был комендантом этого города в 1798 году. С 16 сентября 1798 года состоял адъютантом Жубера и в декабре прибыл в Пьемонт. Находился 15 августа при Жубере в роковом сражении у Нови, когда генерал был убит. 13 октября 1799 года произведён в бригадные генералы главкомом Итальянской армии.

### Служба в годы Консульства и ранней Империи
16 декабря 1799 года переведён в Рейнскую армию. 10 января 1800 года в Гренобле женился на Эмили Дежан (фр. Jeanne Marie Emilie Dejean; 1774—1841), от которой имел двоих сыновей. 23 сентября 1801 года зачислен в 7-й военный округ.
29 августа 1803 года получает в командование бригаду в пехотной дивизии генерала Дюпона в лагере Монтрёй. 29 августа 1805 года дивизия вошла в состав 6-го армейского корпуса маршала Нея Великой Армии. Отличился в сражении при Хаслахе, где 7500 человек Дюпона противостояли 25 000 австрийских солдат. Французы, несмотря на тяжёлые потери, вывели из строя 1100 противников и взяли в плен 3000 человек. При преследовании корпуса Вернека дивизия Дюпона участвовала в боях 15 октября при Альбеке, 17 октября при Гербрехтингене и 18 октября при Нересхайме. Маршан также присутствовал в битве при Дюренштайне 11 ноября.

### Во главе пехотной дивизии
Произведённый 24 декабря 1805 года в дивизионные генералы, Маршан 14 февраля 1806 года возглавил пехотную дивизию вместо генерала Луазона в 6-м корпусе. На начало войны с Пруссией дивизия располагалась в окрестностях Байройта. 6 октября она покинула этот город, чтобы вместе со своим корпусом и 4-м корпусом Сульта двинуться через Хоф на Плауэн. Вся армия, сосредоточенная у истоков Майна, двинулась на удар во фланг и тыл пруссакам, пока они шли от Йены через Эрфурт к Айзенаху. 14 октября участвовала в сражении при Йене перед Фирценхейлигеном. Затем началась погоня, в которой дивизия совершала невероятные марши и терпела нечеловеческую усталость. 15 октября он был в Эрфурте, открывшем свои двери. С конца октября по 8 ноября дивизия Маршана участвовала в осаде Магдебурга. После поражения Пруссии Император отправляется в погоню за русской армией Беннигсена. Пока основная часть армии шла на Варшаву, корпус Нея был отведён 1 декабря от Позена к Бромбергу и Торну. 6 декабря дивизия силой вошла в Торн, и весь корпус двинулся на правый берег. В конце декабря, когда Император напал на русских на Укре, Ней отвечал за преследование войск Лестока и отделение их от русской армии. Выйдя из Бежуня по дороге, ведущей на Гродно, дивизия Маршана 23 декабря двинулась против пруссаков, собравшихся у Гужно, преследовала их до Кумсброка, где 24-го маршал Ней приказал дивизии занять деревни Зольдау и Млава. Генерал прибывает в Зольдау на следующий день во второй половине дня с двумя полками и рассеивает прусский батальон. Вскоре к нему присоединились остальные его войска, которые обошли Млаву. В 17:00 прусская бригада Дирке атаковала Зольдау, но после тяжёлых боев была отбита. Маршан сообщает, что потерял 220 человек убитыми или ранеными, а Ней заявляет, что его генерал нанёс пруссакам потери в 800 человек. 26-го числа дивизия снова разбила пруссаков при Дзялдове и отбросила на Ниденбург. Вскоре после этого армия заняла зимние расквартирования; корпус Нея расположился на верхней Укре до Остероде, имея Бернадота слева от себя на Пассарге.
В январе 1807 года русские неожиданно перешли в наступление против Бернадотта. Император, надеясь атаковать их во фланг и тыл, устремился с остальными войсками от верховьев Вислы к верховьям Алле. Пока Наполеон подталкивал русских к Эйлау, Ней был отправлен в Любштадт, чтобы попытаться отрезать Лестока, который из Фрейштадта стремился воссоединиться с Беннингсеном через Морунген. 5 февраля он достиг Лестока в Любштадте, но не смог помешать ему выйти на дорогу Мельзак. Днем 8-го числа Лесток, понеся большие потери, прибыл в деревню Альтхофф в окрестностях Эйлау. Дивизия Маршана вечером приняла участие в заключительном этапе кровопролитной битвы при Эйлау. Арьергард противника хотел остановиться и занять позицию у деревни Шмодиттен, чтобы раненые и артиллерия успели уйти; но эта деревня уже была занята авангардом Нея. Шесть батальонов русских гренадеров хотели войти, но 6-й лёгкий и 69-й линейные встретили их выстрелом в упор, после чего ударили в штыки и опрокинули. Затем арьергард противника в беспорядке продолжил отступление. После Эйлау армия расквартировалась на Пассарге.
5 июня Беннигсен с 63 000 человек атаковал французский арьергард под командованием Нея численностью 17 000 человек у Гуттштадта. Маршан занимал позиции к северу от Гуттштадта, а дивизия Биссона разворачивалась к югу. Французы сопротивлялись атакам русских, в частности, благодаря поддержке многочисленных застрельщиков. Фактически, маршал Ней снова не переходил реку Пассаргу до следующего дня, выведя из строя более 2000 русских ценой эквивалентных потерь.
Через несколько дней после этого противостояния, 14 июня, французская и русская армии встретились в битве при Фридланде. Дивизия Маршана действовала на правом фланге, спрятавшись в Сортлакском лесу. В 17:30 залпы 20 орудий дали сигнал к французской атаке. Войскам Нея поручено прорвать левое крыло Беннигсена. Выйдя из леса, Маршан двинулся вправо и рассеял противостоящую лёгкую пехоту, затем попытался загнать русских в угол у реки Алле. Тем не менее это движение вызвало разрыв между Маршаном и дивизией Биссона, чем попыталась воспользоваться русская кавалерия. В это время Маршан получает поддержку кавалерии Латур-Мобура и отбивает атаку. 6-й корпус возобновил наступление, но был остановлен огнём русской артиллерии, установленной на левом берегу. Беннигсен воспользовался возможностью, чтобы ещё раз бросить свою кавалерию на дивизию Биссона, вынудив солдат Нея отступить. Затем, в свою очередь, вмешался 1-й корпус Виктора и восстановил ситуацию, что дало Нею время собрать 6-й корпус, а затем отбросить Русскую императорскую гвардию. В 20:30 войска Маршана и Биссона захватили Фридланд. За отличие в этом сражении Маршан был награждён знаком Большого Орла Почётного легиона. Временно руководил 6-м корпусом, и с 5 августа 1808 года отвечал за его переброску в Майнц.

### Кампании в Испании и Португалии
7 сентября 1808 года 6-й корпус был переброшен в состав Армии Испании. Маршан продолжал командовать своей дивизией, и 24 декабря 1808 года сражался у Майорги. Принимал участие в преследовании английской армии генерала Мура, и 1 января 1809 года вошёл в Асторгу. 21 января занял Оренсе. В феврале 1809 года в его дивизии насчитывалось около 6900 солдат, разделенных на двенадцать батальонов. Затем дивизия участвовал в кампании маршала Нея в Галисии, но его 17 000 солдат с трудом могли контролировать всю территорию. 19 мая в Гальегосе маркиз де ла Романа с 9500 регулярных войск и ополчением атаковал 3000 человек бригады Макюна, принадлежавшей дивизии Маршана, и вывел из строя до 500 человек. Ней бросается вместе с остальной частью 1-й дивизии и оттесняет Ла Роману с поля боя. Однако в середине июня 1809 года Ней был вынужден покинуть Галисию и отступил в Асторгу. В том же месяце Наполеон передал 6-й корпус Нея под командование маршала Сульта. С помощью войск Нея, а также 2-го и 5-го корпусов Сульт планировал окружить британскую армию Веллингтона с юга, чтобы уничтожить её. Однако замысел не удался. Осенью 1809 года испанская армия герцога дель-Парко начала наступление на 6-й корпус. В отсутствие маршала Нея Маршан принял командование и отправился навстречу испанцам. 27 сентября одержал победу при Пуэбла де ла Трибе. 18 октября в битве при Тамамесе, имея всего 14 000 человек и 14 орудий, он предпринял попытку выбить 20 000 испанцев при 18 орудиях, окопавшихся на холмах за деревней Тамамес. Маршан начал боевые действия, отправив бригаду Мокюна на левый фланг противника, в то время как 25-й лёгкий получил приказ обойти правое крыло; бригада Марконье, расположенная в центре французской системы, наступает лицом к центру противника. Солдаты Мокюна добились значительного прогресса на левом фланге, но наступление на центр было остановлено испанской пехотой и артиллерией: приведённые в беспорядок шесть батальонов Марконье бежали, вынудив Маршана бросить в бой бригаду Делабассе, чтобы избежать разгрома. Маршан отступает с поля боя побеждённый. 6-й корпус оставил на земле 1400 убитых и раненых по сравнению с 700 испанцами.
После этой неудачи Маршан 6 ноября эвакуировал свой штаб в Саламанке и отступил на север, в Торо, где к нему присоединился генерал Келлерман с дивизией драгун и отрядом пехоты. Келлерман принял командование французскими войсками и отбил Саламанку, затем вернулся на север, чтобы сражаться с партизанами. Затем 6-й корпус Маршана должен снова столкнуться с армиями герцога дель-Парко, который, воспользовавшись отсутствием Келлермана и его численным превосходством, вновь оккупирует Саламанку. Однако, узнав о победе французов при Оканье, испанский командующий счёл более благоразумным отойти в горы. Тем временем Келлерманн снова появляется со своими драгунами и вместе с Маршаном отправляется в погоню за дель-Парко. Французская кавалерия догнала своих противников 28 ноября у Альба-де-Тормеса и нанесла им тяжёлое поражение. Войска Маршана прибыли на место боя ближе к концу боя, но сумели захватить мост и город Альба-де-Тормес. Французы ценой нескольких сотен человек вывели из строя 2000 испанских солдат, взяли тысячу пленных и девять пушек, а также большую часть багажа побеждённой армии.
В апреле 1810 года 6-й корпус был передан в Армию Португалии маршала Массена. Был при осадах Сьюдад-Родриго с 26 апреля по 9 июля и Алмейды с 25 июля по 27 августа. Затем армия маршала Массены продвинулась в Португалию и вынудила войска Веллингтона отступить. 27 сентября британский генерал развернулся и укрылся на высотах Бусаку, чтобы дождаться французов. Массена прибывает на землю и, посоветовавшись со своими подчиненными, отдает приказ о лобовой атаке. Дивизия Луазона продвинулась по главной дороге к хребту, вступила в перестрелку с застрельщиками противника, а затем была обстреляна на высотах британской пехотой и артиллерией. Нападавшие отступают с большими потерями. Маршан, со своей стороны, решил поддержать Луазона и достиг леса под деревней Сула, защищаемого лёгкой пехотой Веллингтона. Начался огонь, и после упорного боя французы заставили застрельщиков отступить. Пехотинцы Маршана выходят из леса, но затем их уничтожает бригада Пека, которая возвращает их вниз по склону. Продвижение бригады Мокюна было остановлено британской артиллерией, а неудача войск Луазона побудила Нея прекратить бой. Потери среди французов были многочисленными: дивизия Маршана оставила на поле боя около 1200 человек убитыми и ранеными.
Несмотря на это поражение, французская армия возобновила марш к Лиссабону. Массена, однако, был удивлён, встретив по пути линии Торриш-Ведраш, построенные Веллингтоном для защиты доступа в португальскую столицу. Маршал, не имея осадных пушек, провёл зиму перед укреплениями, прежде чем отдать приказ об отступлении. Весной 1811 года дивизия Маршана, стоявшая в арьергарде, отличилась в сражении при Помбале 11 марта и на следующий день в сражении при Рединье, где Ней отразил атаки Веллингтона. 14 марта лёгкая дивизия генерала Эрскина столкнулась с солдатами Нея у Казаль-Ново. Британцы, не признавшие позиции французов, были отброшены Маршаном и оставили на земле 155 человек. 6-й корпус снова вступил в бой 15-го числа у Фош-де-Аросе: пока они форсировали Сейру, дивизии Маршана и Мерме были атакованы британской пехотой генерала Пека, что вызвало панику. Бригада Мокюна, тем не менее, сохранила дисциплину и, несмотря на ошибку 8-го корпуса, стрелявшего по ней, приняв её за английское подразделение, штыками разогнала пехотинцев Пека. Потери составили 120 человек с обеих сторон. В начале мая маршал Массена выступил против основной массы войск Веллингтона в сражении при Фуэнтес-де-Оньоро, где часть дивизии Маршана участвовала в атаке на деревню 3 мая. Двумя днями позже генерал выбил неприятеля из Посо-Белло и оттеснил их от деревни, где два батальона были разбиты на куски французской кавалерией. Однако Веллингтону удалось восстановить ситуацию, вынудив Массену отступить. Вскоре после этого маршал Мармон сменил Массену во главе армии Португалии. Новый главнокомандующий меняет организацию корпуса и отправляет ряд генералов, в том числе Маршана, обратно во Францию.

### Кампании 1812-14 годов
21 марта 1812 года Маршан был назначен начальником штаба при короле Вестфальском Жероме. Маршан, однако, не может эффективно сотрудничать с младшим братом Императора, который воздерживается от передачи ему инструкций, исходящих из императорской штаб-квартиры. 9 августа, по удалении же последнего из армии, получил в командование 25-ю пехотную (вюртембергскую) дивизию в 3-м корпусе маршала Нея, с которой участвовал 17 августа в сражении у Смоленска, 19 августа у Валутиной горы и 7 сентября под Бородино в атаке Семёновских флешей. 13 декабря оборонял Ковно. 21 декабря назначен командиром 34-й пехотной дивизии на Висле.
25 января 1813 года временно возглавил 4-й корпус вместо Богарне. 17 марта Маршан стал командиром 39-й пехотной дивизии, состоящей гессенских и баденских войск. Включённый сперва в 5-й, затем в 3-й корпус, вновь под началом Нея он участвовал в сражениях 1 мая при Вайссенфельсе, 2 мая при Лютцене, 21-22 мая при Баутцене. 23 августа его дивизия передана в 11-й корпус маршала Макдональда. Сражался при Лейпциге. С 4 января 1814 года Маршан занимался призывом рекрутов в департаменте Изер. 15 января 1814 года был назначен командующим 7-го военного округа в Гренобле. 15 февраля одержал победу при Эшелле. 19 февраля вытеснил австрийцев из Шамбери. 1 марта его войска вместе с войсками генерала Дессе направились к Сен-Жюльен-ан-Женевуа, чтобы вытеснить австрийскую дивизию Клебельсберга. Маршан лично возглавил колонну пехоты, которая при поддержке стрелков продвигалась к деревне, а Дессе атаковал Вири и энергично сражался с австрийцами. Пока Маршан готовился отдать приказ о штурме Сен-Жюльена, австрийская артиллерия открыла огонь и заставила французов отступить. Дессе хочет снова пойти в атаку, но ему мешает Маршан, который больше не хочет предпринимать никаких наступательных движений; фактически, две воюющие стороны стоят друг против друга до конца дня. 23 марта эвакуировал форт Эклюз и отступил в Гренобль. Однако, опасаясь увидеть Женеву окружённой войсками маршала Ожеро, генерал Бубна послал Клеберсбергу приказ оставить Сен-Жюльен. Отречение Императора 6 апреля 1814 года положило конец военным действиям.

### На службе Бурбонов. «Сто дней». Отставка
Присягнув Людовику XVIII после отречении Наполеона, Маршан возглавил 1-ю суб-дивизию 7-го военного округа. 26 февраля 1815 года Наполеон покинул остров Эльба и высадился во Франции в заливе Гольф-Жюан. Экс-император, решив вернуть себе трон, двинулся на Гренобль с тысячей солдат гвардии. 6 марта часть войск Наполеона достигла Гапа, южнее Гренобля. Генерал Маршан, отвечающий за этот регион, имеет три батальона 5-го и 7-го линейного, 3-й инженерный полк и 4-й гусарский полк. Он отрядил полковника Делессара с батальоном 5-го линейного и ротой сапёров с целью взорвать мост Поно. Делессар подчиняется, но, узнав о приближении Наполеона, отступает к дефиле возле Лаффре. 7 марта солдаты 5-го полка присоединились к Наполеону. На следующий день он был усилен 7-м линейным полком под командованием полковника Ла Бедуайера, который, в свою очередь, дезертировал. Поскольку уже никто не мог остановить марш Наполеона, генерал Маршан приказал закрыть ворота Гренобля и попросил приготовить пушки к стрельбе. Однако, опасаясь бурной реакции со стороны жителей Гренобля, почти полностью поддержавших Императора, командующий артиллерией согласился сдаться императорским войскам, а жители разобрали Боннские ворота и триумфально приветствовали Наполеона. Генерал Маршан, отказавшись служить ему, 26 марта оставил службу и удалился в форт Барро. 11 мая вызван в Париж. С 13 июня под командованием Гренье готовил столицу для внешней защиты в направлении Венсена. С 29 июня по 8 июля был временным военным министром вместо маршала Даву. 21 июля вновь возглавил 7-й военный округ.
29 декабря 1815 года, после возвращения Бурбонов, Маршана обвинили в сдаче Гренобля и привлекли к уголовной ответственности. Уволенный со своей должности 4 января 1816 года, 25 июня он предстал перед военным трибуналом в Безансоне и был оправдан после шести месяцев суда. Тем не менее генерал оставил службу 30 декабря 1818 года и удалился в Сент-Имье, в Изере, где посвятил себя сельскому хозяйству. Так, в письме от 13 января 1817 года на имя префекта заместитель мэра отмечал, что Маршан «нанял на два месяца двенадцать рабочих и обеспечил одеждой тринадцать бедных деревенских жителей». 17 марта 1825 года генерал вышел в отставку. 7 февраля 1831 года помещён в кадровый резерв. 1 мая 1832 года окончательно вышел в отставку. 3 октября 1837 года он получил титул пэра. Скончался генерал 12 ноября 1851 года в Сент-Имье.
Наполеон заявил о нём: «Генерал Маршан не маршал Империи, но он стоит четырёх маршалов». Однако в письме, адресованном военному министру Кларку вскоре после разгрома при Тамамесе, Император писал: «дайте ему [королю Жозефу] знать, что, если бы маршал Ней не был отозван из Саламанки, моя армия не потерпела бы такого оскорбления; что генерал Маршан не способен быть главнокомандующим и что когда я нанимаю маршалов, это происходит потому, что я чувствую в этом необходимость».

## Образ в кино
- «Майское поле» (Италия, 1936) — актёр Карло Дузе[итал.]

## Воинские звания
- Капитан (13 ноября 1791 года);
- Командир батальона (23 ноября 1795 года, утверждён 24 декабря 1795 года);
- Полковник (21 декабря 1796 года, утверждён 11 сентября 1798 года);
- Бригадный генерал (13 октября 1799 года, утверждён 19 октября 1799 года);
- Дивизионный генерал (24 декабря 1805 года).

## Титулы
- Граф Маршан и Империи (фр. comte Marchand et de l'Empire; декрет от 19 марта 1808 года, патент подтверждён 26 октября 1808 года в Париже)[2][3];
- Пэр Франции (фр. pair de France; 3 октября 1837 года).

## Награды
Легионер ордена Почётного легиона (11 декабря 1803 года)
 Командан ордена Почётного легиона (14 июня 1804 года)
 Знак Большого Орла ордена Почётного легиона (13 июля 1807 года)
 Большой крест вюртембергского ордена «За военные заслуги» (1813 год)
 Командорский крест первого класса гессенского ордена Людвига (1813 год)
 Кавалер военного ордена Святого Людовика (1 июня 1814 года)